# نیلوفر آبی ذره‌بینی
 نیلوفر آبی ذره‌بینی(نام علمی: Nymphaea thermarum) نام یک گونه از سرده نیلوفر آبی است.